# 2022 год в палеонтологии позвоночных
Палеонтология позвоночных — это раздел палеонтологии, объектом изучения которого являются древние позвоночные (животные, у которых есть позвоночник).
В нижеследующем списке перечислены исследования, связанные с изучением ископаемых остатков позвоночных, опубликованные в рецензируемой литературе в 2022 году.

## Исследования общей направленности
- П. А. Безносов и Д. В. Пономарев опубликовали краткий обзор ископаемых позвоночных Республики Коми (Россия)[3].
- Brocklehurst, Ford & Benson применили всеобъемлющий набор филогенетических данных для количественной оценки вариаций темпов и ограничений морфологической эволюции среди амниот карбона и ранней перми[4].
- Werneburg & Abel смоделировали анапсидный череп Captorhinus aguti[англ.] и, взяв его строение за исходное, предприняли попытку разграничить морфотипы черепов ранних амниот и их ближайших родственников, а также реконструировать челюстную мускулатуру их обладателей[2].
- Marsicano, Gaetano & Irmis опубликовали обзор триасовых сообществ четвероногих, живших на территории нынешней Южной Америки, в котором рассмотрели роль южноамериканских находок для понимания триасовых неморских экосистем Гондваны и Пангеи в целом[5].
- Sues et al. описали скопление остатков четвероногих из среднетриасовых отложений Economy Member формации Вулфвилл[англ.] (Новая Шотландия, Канада): был обнаружен материал трематозаврида подсемейства Lonchorhynchinae, как минимум двух неописанных таксонов темноспондилов надсемейства Capitosauroidea, дицинодонта клады Kannemeyeriiformes[англ.], парарептилий семейства Procolophonidae и нескольких таксонов архозавроморф (в том числе первые остатки Tanystropheus, описанные из восточной части Северной Америки)[6].
- Williams et al. описали остатки микропозвоночных из верхнетриасовых (рэтских) отложений Гарден-Клиф[англ.], формация Уэстбери[англ.] (Англия): хрящевых рыб, костных рыб и рептилий, в том числе кости Pachystropheus, ихтиозавров и фрагмент дуги позвонка, который может принадлежать динозавру; также сообщается об окаменелостях беспозвоночных и копролитах из того же местонахождения[7].
- Maxwell et al. опубликовали исследование остатков крупных позвоночных (рыб и ихтиозавров) из нижнеюрских[англ.] сланцев Посейдония[англ.] в Германии, сохранивших свидетельства существования особых биотических сообществ на их трупах[8].
- Moreau et al. описали остатки флоры и фауны из верхнеюрского литографского известняка Кос-Межан[англ.] (Лозер, Франция), которые были обнаружены в карьерах Дригас (Drigas) и Нивольерс (Nivoliers). Позвоночные известняка представлены несколькими лучепёрыми рыбами, целакантом и клювоголовым Kallimodon cerinensis[9].
- Yu et al. сообщили об обнаружении во Внутренней Монголии нового лагерштетта (Moqi Fossil Lagerstätte), относящегося к нижнему мелу (апту). Предполагается, что фауна Моки (Moqi Fauna) может быть связана с джехольской биотой[англ.]. Среди фоссилий позвоночных в лагерштетте были найдены остатки бесхвостых земноводных (Genibatrachus baoshanensis), хвостатых земноводных (Nuominerpeton aquilonaris), лучепёрых рыб (Peipiaosteus и, возможно, Jinanichthys / Lycoptera), птиц (Khinganornis hulunbuirensis) и черепах (неописанные вид и род Macrobaenidae)[10]; ранее также кратко сообщалось об обнаружении в тех же отложениях остатков орнитопод и небольших теропод[10][11].
- Dridi описал копролиты плотоядных позвоночных из нижнемеловой формации Айн-эль-Геттар[англ.] в Тунисе, которые, как предполагается, были произведены костными рыбами, пластиножаберными и крокодиломорфами[12].
- During et al. опубликовали исследование гистологического строения и изотопного состава костей осетровых и веслоносовых рыб из местонахождения Танис (Tanis) в Северной Дакоте (США). Отложения этого местонахождения сформировались в момент импактного события, которое, как предполагается, привело к мел-палеогеновому вымиранию: сейсмические волны вызвали сейши (стоячие волны), в результате чего жившие в этой местности рыбы оказались погребены заживо. По мнению авторов работы, полученные ими данные свидетельствуют о том, что вымирание произошло во время северной весны; это согласуется с выводами аналогичного исследования DePalma et al. (2021[13])[14][15][16].

- McCurry et al. описали лагерштетт, названный McGraths Flat (Новый Южный Уэльс, Австралия), где были обнаружены хорошо сохранившиеся остатки миоценовой биоты тропических лесов. Помимо микрофоссилий[англ.], растений, насекомых и пауков, в отложениях лагерштетта были найдены сравнительно редкие остатки позвоночных: одно контурное перо птицы, вероятно, близкой по размеру к воробью, и более дюжины экземпляров рыб (cf. Retropinnidae и один образец Perciformes indet.). У некоторых особей рыб сохранился желудочно-кишечный тракт вместе с содержимым желудка[17].
- Kjær et al. сообщили об обнаружении фрагментов древнейшей известной экологической ДНК[англ.] возрастом более двух миллионов лет в формации Кап-Копенгаген (Гренландия). Сравнение секвенированных последовательностей ДНК с уже соотнесёнными с различными таксонами последовательностями позволило воссоздать существовавшую в этой местности экосистему, не имеющую современных аналогов. Согласно результатам исследования, на территории Кап-Копенгаген был бореальный лес с разнообразными флорой и фауной, в том числе позвоночными: мастодонтами, северными оленями, зайцами, грызунами, гусями[18][19][20].
- Murchie et al. реконструировали митохондриальные геномы дикой лошади (Equus caballus), степного зубра (Bison priscus), шерстистого мамонта (Mammuthus primigenius) и белой куропатки (Lagopus lagopus), живших на территории нынешнего центрального Юкона (Канада) около 30 000 лет назад. Образцы экологической ДНК были выделены из ила, обнаруженного в многолетней мерзлоте[21].
- Tilby, Miracle & Barker опубликовали исследование микрофоссилий позвоночных из палеолитической пещеры Шанидар (Иракский Курдистан)[22].

## Земноводные
Описание опубликовано в 2022 г.
 Описание  анонсировано в 2022 г. 
| Название                      | Новшество         | Авторы                 | Возраст                             | Типовая местность                                                        | Страна                                       | Примечания | Илл. | ZB |
| ----------------------------- | ----------------- | ---------------------- | ----------------------------------- | ------------------------------------------------------------------------ | -------------------------------------------- | --- | ---- | -- |
| Albanerpeton ektopistikon     | Sp. nov           | Carrano et al.         | Нижний мел                          | Формация Кловерли (Cloverly Formation)                                   | США · ( Вайоминг)                            | Беспанцирная амфибия.                                                                                                   |      |    |
| Baurubatrachus santosdoroi    | Sp. nov           | Muzzopappa et al.      | Верхний мел                         | Формация Адамантина (Adamantina Formation)                               | Бразилия · ( Сан-Паулу)                      | Лягушка из подотряда Neobatrachia.                                                                                      |      |    |
| Buettnererpeton               | Gen. et comb. nov | Gee & Kufner           | Верхний триас                       | Группа Докум (Dockum Group)                                              | Канада · ( Новая Шотландия) · США · ( Техас) | Темноспондил из семейства Metoposauridae; новая комбинация для "Buettneria" bakeri Case, 1931.                          |      |    |
| Calyptocephalella sauzalensis | Sp. nov           | Nicoli et al.          | Миоцен                              | Формация Эль-Саузаль (El Sauzal Formation)                               | Аргентина · ( Рио-Негро)                     | Шлемоголовый свистун.                                                                                                   |      |    |
| Chemnitzion                   | Gen. et sp. nov   | Werneburg et al.       | Пермь (сакмарско-артинская граница) | Формация Лейкерсдорф (Leukersdorf Formation)                             | Германия · ( Саксония)                       | Темноспондил из семейства Zatracheidae. Включает единственный вид — C. richteri.                                        |      |    |
| Cretadhefdaa                  | Gen. et sp. nov   | Lemierre & Blackburn   | Верхний мел (сеноман)               | Формация Дуира (Douira Formation) группы Кем-Кем (Kem Kem Group)         | Марокко · (Драа — Тафилалет)                 | Лягушка из подотряда Neobatrachia. Включает единственный вид — C. taouzensis.                                           |      |    |
| Marmorerpeton wakei           | Sp. nov           | Jones et al.           | Средняя юра                         | Формация Килмалуаг (Kilmaluag Formation)                                 | Великобритания · ( Шотландия)                | Стволовая саламандра из семейства Karauridae.                                                                           |      |    |
| Rhinella xerophylla           | Sp. nov           | Ponssa et al.          | Верхний плиоцен                     | Формация Укия (Uquía Formation)                                          | Аргентина · ( Жужуй)                         | Жаба из ныне живущего рода Rhinella.                                                                                    |      |    |
| Termonerpeton                 | Gen. et sp. nov   | Clack, Smithson & Ruta | Карбон (визей)                      | Вулканическая формация Батгейт-Хиллс (Bathgate Hills Volcanic Formation) | Великобритания · ( Шотландия)                | Четвероногое неясного систематического положения, возможно, рептилиоморф. Включает единственный вид — T. makrydactylus. |      |    |

- Whitney et al. опубликовали исследование гистологии костей Whatcheeria deltae[англ.]. По мнению авторов работы, полученные ими результаты свидетельствуют о том, что детёныши W. deltae быстро росли и быстро достигали скелетной зрелости[33].
- Calábková, Březina & Madzia опубликовали исследование следовых дорожек сеймуриаморф из пермских (ассельских) отложений Boskovice Basin в Чехии — одних из древнейших следов жизнедеятельности сеймуриаморф в мире. Исследователи интерпретировали описанный ими материал как свидетельствующий о существовании наземных сеймуриаморф, которые были намного крупнее самых больших экземпляров Discosauriscidae, обнаруженных в этой местности, а также о вероятном изменении среды обитания на поздних стадиях онтогенеза сеймуриаморф. Самый большой след обладает высокой сохранностью и включает отпечатки мягких тканей[34].
- Maho & Reisz изучили анатомию зубной системы сеймурий (Seymouria) и схему замены зубов, характерную для представителей этого рода[35].
- Jansen & Marjanović опубликовали исследование микроанатомии костей конечностей и осевого скелета[англ.] Batropetes palatinus[англ.]. Палеонтологи пришли к выводу, что животные этого вида вели наземный образ жизни, который включал копание почвы, но не рытьё нор. По их мнению, мощные передние конечности Triadobatrachus massinoti, сочетавшиеся с отсутствием способности прыгать, могли быть прежней адаптацией к копанию, которая в дальнейшем сделала возможными прыжки бесхвостых земноводных в результате экзаптации[36].
- Arbez, Atkins & Maddin изучили образец темноспондила из каменноугольной формации Джоггинс[англ.] (Новая Шотландия, Канада), который первоначально был отнесён к виду Dendrysekos helogenes. Исследователи пришли к выводу, что Dendrysekos, скорее всего, является младшим синонимом Dendrerpeton[37].
- Herbst, Manafzadeh & Hutchinson опубликовали исследование, обосновавшее гипотезу о том, что конфигурация задних конечностей Eryops megacephalus была подобна таковой у саламандр[38].
- Hart, Campione & McCurry опубликовали исследование, направленное на оценку массы тела Eryops megacephalus и Paracyclotosaurus davidi[39].
- А. В. Ульяхин опубликовал исследование, направленное на выявление и уточнение палеоэкологических особенностей темноспондила платиопозавра (Platyoposaurus) из средней перми Башкортостана (Россия)[40].
- Gee & Sidor описали остатки крупных темноспондилов клад Capitosauria[англ.] и Plagiosauridae из среднетриасовой формации Фремоу[англ.] (Антарктида). Новые и обнаруженные прежде в формации образцы были интерпретированы как свидетельствующие о родстве Capitosauria и Trematosauria[англ.][41].
- Witzmann & Schoch опубликовали переописание Platycepsion wilkinsoni[англ.]. Палеонтологи интерпретировали остатки этого брахиопида как принадлежавшие настоящей личинке, что подтверждает присутствие личиночной стадии развития в онтогенезе стереоспондильных[англ.][42].
- Schoch & Mujal описали новые ископаемые остатки Trematolestes hagdorni[англ.], благодаря изучению которых были получены дополнительные данные об онтогенезе и анатомии взрослых особей этого темноспондила[43].
- Kalita et al. опубликовали исследование компактности костей в плечевом поясе Metoposaurus krasiejowensis. По мнению палеонтологов, полученные ими результаты указывают на то, что компактный передний конец межключичных костей вместе с тяжёлым черепом этого Metoposauridae мог действовать как балласт для контроля гидростатической плавучести путём смещения центра масс вперёд[44].
- Weryński & Kędzierski опубликовали исследование микроструктуры зубов Metoposaurus krasiejowensis. Авторы работы сообщили об обнаружении возможных приспособлений к хищничеству, а также о свидетельствах сезонного влияния на гистологию зубов[45].
- Surmik et al. (2022) описали патологический интерцентр позвонка Metoposaurus krasiejowensis из местонахождения Красеюв в Польше. Палеонтологи диагностировали экземпляр как поражённый остеосаркомой. Это первый образец мезозойского позвоночного, не принадлежащего к амниотам, который содержит недвусмысленные свидетельства первичной злокачественной опухоли кости[46].
- Schoch & Sues переописали темноспондила Parioxys ferricolus из нижней перми Техаса (США)[47].
- Schoch опубликовал исследование филогенетических взаимоотношений представителей клады Amphibamiformes[англ.][48].
- Macaluso et al. опубликовали исследование биогеографической истории палеарктических хвостатых земноводных, в котором провели ревизию ископаемых остатков представителей этой группы, обнаруженных в Палеарктике[49].
- Jia, Li & Gao опубликовали исследование нёбных костей современных и вымерших саламандр (тотальная группа Caudata). Авторы работы пришли к выводу, что морфология нёба является надежным показателем для реконструкции палеобиологии ранних саламандр[50].
- Gardner описал неполную зубную кость саламандры из верхнемеловой (маастрихтской) формации Ланс[англ.] (Вайоминг, США), предположительно принадлежащую новому виду и роду семейства Batrachosauroididae[англ.][51].
- Ledesma, Ayala & Kemp провели морфометрический анализ позвонков амбистом (Ambystoma), чтобы определить, насколько надёжно могут быть идентифицированы ископаемые остатки хвостатых земноводных[52].
- Skutschas et al. (2022) описали фрагментарный туловищный позвонок кроновой саламандры из среднеюрской (батской) москворецкой свиты[англ.] в Московской области России. Это первый материал кроновой саламандры, обнаруженный в средней юре Восточной Европы. Если отнесение позвонка к Salamandroidea верно, то это древнейшие известные остатки представителя данного надсемейства[53].
- Barcelos et al. опубликовали исследование филогении современных и вымерших Ceratophryidae[54].
- Guevara et al. описали остатки жабы (Bufonidae) cf. Rhinella из миоценовых (серравальских[англ.]) отложений формации Кура-Маллин[англ.] в Чили; это самая южная окаменелость жабы, обнаруженная в миоцене Южной Америки[55].

## Завропсиды

### Ichthyosauromorpha
| Название                  | Новшество       | Авторы                | Возраст               | Типовая местность                                       | Страна                                      | Примечания                                                                                  | Илл. | ZB |
| ------------------------- | --------------- | --------------------- | --------------------- | ------------------------------------------------------- | ------------------------------------------- | ------------------------------------------------------------------------------------------- | ---- | -- |
| Baisesaurus               | Gen. et sp. nov | Ren et al.            | Нижний триас (оленёк) | Формация Луолоу (Luolou Formation)                      | Китай (Гуанси-Чжуанский автономный район)   | Базальный представитель Ichthyosauromorpha. Включает единственный вид — B. robustus.        |      |    |
| Magnipterygius            | Gen. et sp. nov | Maisch & Matzke       | Нижняя юра            | Формация Посидониеншифер (Posidonienschiefer Formation) | Германия                                    | Предварительно отнесён к семейству Stenopterygiidae. Включает единственный вид — M. huenei. |      |    |
| Nannopterygius mikhailovi | Sp. nov         | Yakupova & Akhmedenov | Верхняя юра           |                                                         | Казахстан · (Западно-Казахстанская область) | Ихтиозавр из семейства Ophthalmosauridae.                                                   |      |    |
| Nannopterygius yakimenkae | Sp. nov         | Yakupova & Akhmedenov | Верхняя юра           |                                                         | Казахстан · (Западно-Казахстанская область) | Ихтиозавр из семейства Ophthalmosauridae.                                                   |      |    |

- Nakajima et al. описали позвонки, ребро и плечевую кость ихтиоптеригий[англ.], обнаруженные в отложениях нижнетриасовой житковской свиты (остров Русский, Приморский край, Россия). Длина ящера, которому принадлежала плечевая кость, была оценена в 5 метров, что делает его одной из самых крупных известных на сегодняшний день морских рептилий, живших в начале спатского подвека оленёкского века[59].
- Holm, Delsett & Alsen предприняли попытку использовать пропорции тел позвонков ихтиозавров из верхнеюрской формации Бернбьерг[англ.] (Гренландия), чтобы определить, какое место в позвоночнике занимали повреждённые позвонки[60].
- Roberts, Engelschiøn & Hurum описали новый экземпляр Phalarodon fraasi[англ.] из среднетриасовых (ладинских) отложений Blanknuten Member формации Ботнехейя (Botneheia Formation) на архипелаге Шпицберген в Норвегии. Это первый трёхмерный череп Mixosauridae, обнаруженный в этой формации[61].
- Kelley et al. (2022) изучили скопление скелетов Shonisaurus popularis из верхнетриасовой формации Лунинг[англ.] (Невада, США), в котором были обнаружены остатки взрослых шонизавров, а также нескольких эмбрионов или новорожденных детенышей. Палеонтологи интерпретировали скопление скелетов как «ясли» ихтиозавров и предположили, что ради размножения шонизавры мигрировали в низкопродуктивные умеренно глубокие воды[62][63].
- Lukeneder et al. описали первые два экземпляра ихтиозавров (клада Ophthalmosauria), обнаруженные в нижнемеловых отложениях Австрии (Северные Известняковые Альпы; валанжин — готерив). Исследователи пришли к выводу, что готеривские ихтиозавры существенно отличались от тех, что жили в титонском и берриасском веках, и предположили существование некоего значимого события в эволюционной истории ихтиозавров, которое должно было произойти во времена валанжинского века[64].
- Eriksson et al. провели обзор исследований ихтиозавров, опубликованных за последние 300 лет, фокусируясь на тех работах, что касаются мягких тканей. В частности, были проанализированы выдвигавшиеся в разное время предположения о различных аспектах биологии ихтиозавров, таких как окраска и терморегуляция. При этом палеонтологи изучили исключительно хорошо сохранившийся образец Stenopterygius из нижнеюрских сланцев Посейдония (Германия), уточнив детали анатомии и физиологии ихтиозавров. В рамках исследования была создана детальная трёхмерная реконструкция стеноптеригия в натуральную величину, которую авторы работы называют наиболее современной с научной точки зрения реконструкцией ихтиозавра, доступной в настоящее время[65][66].
- Miedema & Maxwell опубликовали исследование пренатальных и постнатальных онтогенетических изменений в черепе Stenopterygius quadriscissus[67].
- Delsett et al. описали практически полный скелет Aegirosaurus[англ.] sp. и изолированный хвост неопределимого ихтиозавра, обнаруженные в зольнхофенскм известняке на юге Германии (формация Айхштетт[англ.]; титон, верхняя юра). Наблюдения в ультрафиолетовом свете подтвердили наличие ископаемых остатков кожи у обоих экземпляров. Кроме того, у первого образца были обнаружены мягкие ткани, интерпретированные как окаменевший жировоск, и неопределённые ткани в области живота[68][69].
- Serafini et al. провели ревизию материала кончиков челюстей Platypterygiinae[англ.] из мела Северных Апеннин (Италия) и обнаружили каналы внутри костей, которые могли предназначаться для тройничного нерва[70].
- Laboury et al. опубликовали исследование анатомии и филогенетического положения «Ichthyosaurus» zetlandicus, в котором обосновали принадлежность этого вида к роду Temnodontosaurus[71].

### Завроптеригии
| Название                 | Новшество       | Авторы                   | Возраст                 | Типовая местность                        | Страна                     | Примечания                                                                                 | Илл. | ZB |
| ------------------------ | --------------- | ------------------------ | ----------------------- | ---------------------------------------- | -------------------------- | ------------------------------------------------------------------------------------------ | ---- | -- |
| Eardasaurus              | Gen. et sp. nov | Ketchum & Benson         | Средняя юра (келловей)  | Оксфорд-Клей (Oxford Clay)               | Великобритания · ( Англия) | Плезиозавр из семейства плиозаврид. Включает единственный вид — E. powelli.                |      |    |
| Honghesaurus             | Gen. et sp. nov | Xu et al.                | Средний триас (анизий)  | Формация Гуаньлин (Guanling Formation)   | Китай · (Юньнань)          | Представитель семейства Pachypleurosauridae. Включает единственный вид — H. longicaudalis. |      |    |
| Nothosaurus luopingensis | Sp. nov         | Shang, Li & Wang         | Средний триас (анизий)  | Формация Гуаньлин                        | Китай · (Юньнань)          | Представитель семейства Nothosauridae отряда Nothosauroidea.                               |      |    |
| Plesioelasmosaurus       | Gen. et sp. nov | Schumacher & Everhart    | Верхний мел (сеноман)   | Известняк Гринхорн (Greenhorn Limestone) | США · ( Канзас)            | Плезиозавр из семейства эласмозаврид. Включает единственный вид — P. walkeri.              |      |    |
| Prosantosaurus           | Gen. et sp. nov | Klein et al.             | Средний триас (ладин)   | Формация Просанто (Prosanto Formation)   | Швейцария · ( Граубюнден)  | Представитель подотряда Pachypleurosauria. Включает единственный вид — P. scheffoldi.      |      |    |
| Serpentisuchops          | Gen. et sp. nov | Persons, Street & Kelley | Верхний мел (маастрихт) | Пьер-Шейл (Pierre Shale)                 | США · ( Вайоминг)          | Плезиозавр из семейства поликотилид. Включает единственный вид — S. pfisterae.             |      |    |

- Klein et al. описали две зубные кости плакодонтов из нижнего триаса (мушелькалка[англ.]) Нидерландов и Германии, предварительно отнесённые к Placodus cf. gigas. Исследователи предприняли попытку выявить влияние онтогенетических изменений на морфологию зубной кости плакодонтов[79].
- Klein, Eggmaier & Hagdorn (2022) переописали голотип Nothosaurus mirabilis[80].
- Madzia, Sachs & Klug переописали типовой материал плиозаврида Ischyrodon meriani; авторы работы пришли к выводу, что данный вид лучше рассматривать как nomen dubium[81].
- Krahl et al. опубликовали исследование силы и функции мышц конечностей плезиозавра Cryptoclidus eurymerus[82].
- Brum et al. опубликовали исследование морфометрии шейных позвонков антарктических эласмозаврид в контексте их филогенеза и онтогенеза[83].
- Wiemann et al. применили рамановскую и инфракрасную спектроскопию с преобразованием Фурье для количественной оценки прижизненного накопления конечных продуктов перекисного окисления липидов (advanced lipoxidation end-products, ALE) в костях современных и вымерших рептилий. Одним из выводов исследования является независимое приобретение плезиозаврами скорости метаболизма, соответствующей эндотермии[англ.][84].

### Клювоголовые
| Название        | Новшество       | Авторы                            | Возраст                          | Типовая местность                      | Страна           | Примечания                                                              | Илл. | ZB |
| --------------- | --------------- | --------------------------------- | -------------------------------- | -------------------------------------- | ---------------- | ----------------------------------------------------------------------- | ---- | -- |
| Navajosphenodon | Gen. et sp. nov | Simões, Kinney-Broderick & Pierce | Средняя юра (синемюр — плинсбах) | Формация Кайента (Kayenta Formation)   | США · ( Аризона) | Клювоголовое клады Sphenodontinae. Включает единственный вид — N. sani. |      |    |
| Opisthiamimus   | Gen. et sp. nov | DeMar, Jones & Carrano            | Верхняя юра (киммеридж — титон)  | Формация Моррисон (Morrison Formation) | США ( Вайоминг)  | Базальное клювоголовое. Включает единственный вид — O. gregori.         |      |    |

### Чешуйчатые
Описание опубликовано в 2022 г.
 Описание было анонсировано в 2021 г., но публикация его финальной версии состоялась в 2022 г.
 Описание  анонсировано в 2022 г. 
| Название            | Новшество       | Авторы                             | Возраст                             | Типовая местность                            | Страна                             | Примечания | Илл. | ZB |
| ------------------- | --------------- | ---------------------------------- | ----------------------------------- | -------------------------------------------- | ---------------------------------- | --- | ---- | -- |
| Abronia cuyama      | Sp. nov         | Scarpetta & Ledesma                | Миоцен                              | Формация Калиенте (Caliente Formation)       | США · ( Калифорния)                | Представитель рецентного рода аброний из семейства веретеницевых.                                                                         |      |    |
| Archaeovaranus      | Gen. et sp. nov | Dong et al.                        | Нижний эоцен                        | Формация Юйхуандин (Yuhuangding Formation)   | Китай · (Хубэй)                    | Представитель варановых. Включает единственный вид — A. lii.                                                                              |      |    |
| Blutwurstia         | Gen. et sp. nov | Smith, Bhullar & Bloch             | Нижний эоцен                        | Формация Уиллвуд (Willwood Formation)        | США · ( Вайоминг)                  | Представитель ксенозавров. Включает единственный вид — B. oliviae.                                                                        |      |    |
| Cryptovaranoides    | Gen. et sp. nov | Whiteside, Chambi-Trowell & Benton | Верхний триас (рэт)                 | Cromhall Quarry, Тортворт                    | Великобритания · ( Англия)         | Ранний представитель кроновой группы чешуйчатых, предположительно, член клады Neoanguimorpha. Включает единственный вид — C. microlanius. |      |    |
| Dollogekko          | Gen. et sp. nov | Čerňanský et al.                   | Нижний эоцен                        | Формация Тинен (Tienen Formation)            | Бельгия ( Фламандский Брабант)     | Представитель гекконообразных. Включает единственный вид — D. dormaalensis.                                                               |      |    |
| Eoscincus           | Gen. et sp. nov | Brownstein et al.                  | Верхняя юра (титон)                 | Формация Моррисон (Morrison Formation)       | США · ( Юта)                       | Представитель Pan-Scincoidea. Включает единственный вид — E. ornatus.                                                                     |      |    |
| Geiseleptes         | Gen. et sp. nov | Villa, Wings & Rabi                | Эоцен                               | Гейзельтальский буроугольный бассейн         | Германия · ( Саксония-Анхальт)     | Гекконообразная ящерица из семейства Sphaerodactylidae. Включает единственный вид — G. delfinoi.                                          |      |    |
| Katariana           | Nom. nov        | Deshmukh et al.                    | Нижний палеоцен (дат)               | Формация Санта-Люсия (Santa Lucía Formation) | Боливия                            | Змея из клады Macrostomata, близкая к Caenophidia. Замена названия Kataria Scanferla et al., 2013.                                        |      |    |
| Microteras          | Gen. et sp. nov | Brownstein et al.                  | Верхняя юра (титон)                 | Формация Моррисон                            | США · ( Вайоминг)                  | Представитель Pan-Scincoidea. Включает единственный вид — M. borealis.                                                                    |      |    |
| Moqisaurus          | Gen. et sp. nov | Dong, Wang, & Evans                | Нижний мел (апт)                    |                                              | Китай · (Внутренняя Монголия)      | Базальное чешуйчатое, предположительно близкое к Liushusaurus. Включает единственный вид — M. pulchrum.                                   |      |    |
| Morohasaurus        | Gen. et sp. nov | Ikeda et al.                       | Нижний мел                          | Формация Охьямашимо (Ohyamashimo Formation)  | Япония                             | Веретеницеобразная ящерица из клады Monstersauria. Включает единственный вид — M. kamitakiensis.                                          |      |    |
| Powellophis         | Gen. et sp. nov | Garberoglio, Triviño & Albino      | Средний палеоцен — верхний палеоцен | Формация Меалла (Mealla Formation)           | Аргентина · ( Жужуй)               | Змея из семейства Madtsoiidae. Включает единственный вид — P. andina.                                                                     |      |    |
| Psammophis odysseus | Sp. nov         | Szyndlar & Georgalis               | Верхний миоцен                      |                                              | Испания · ( Андалусия)             | Представитель рецентного рода песчаных змей из семейства Lamprophiidae.                                                                   |      |    |
| Retinosaurus        | Gen. et sp. nov | Čerňanský et al.                   | Нижний мел (апт)                    | Бирманский янтарь (Hkamti amber)             | Мьянма                             | Сцинкообразная ящерица, возможно, представитель Pan-Xantusiidae. Включает единственный вид — R. hkamtiensis.                              |      |    |
| Smithosaurus        | Gen. et sp. nov | Vasilyan et al.                    | Миоцен                              | - Gratkorn locality - Echzell locality       | Австрия Германия                   | Представитель подсемейства Anguinae семейства веретеницевых. Включает единственный вид — S. echzellensis.                                 |      |    |
| Thalassotitan       | Gen. et sp. nov | Longrich et al.                    | Верхний мел (маастрихт)             | Бассейн Улед-Абдун (Ouled Abdoun Basin)      | Марокко · (Бени-Меллаль — Хенифра) | Мозазавр из трибы Prognathodontini. Включает единственный вид — T. atrox.                                                                 |      |    |

- Woolley et al. пришли к выводу, что, несмотря на неполноту палеонтологической летописи чешуйчатых, она содержит надёжную филогенетическую информацию[102].
- Yang et al. описали первые известные ископаемые остатки сцинкообразных ящериц из верхнемеловой (кампанской) формации Ненцзян (Nenjiang Formation) в китайской провинции Гирин[103].
- Vullo et al. переописали фрагмент нижней челюсти, который, как считалось ранее, происходит из нижнемеловых отложений Кем-Кем-Бедс[англ.] в Марокко и принадлежит единственному известному виду игуанообразных из мезозоя Африки — Jeddaherdan aleadonta. Палеонтологи пришли к выводу, что на самом деле материал имеет четвертичный возраст и принадлежит шипохвосту неопределённого вида (Uromastyx sp.)[104].
- Syromyatnikova & Aranda описали первые известные ископаемые остатки веретеницеобразной ящерицы Diploglossus[англ.] с Кубы, обнаруженные в верхнем плейстоцене пещеры Эль-Аброн (El Abrón Cave). Получены первые данные о морфологии зубов и челюстей плейстоценовых Diploglossus с Кубы[105].
- Syromyatnikova, Klembara & Redkozubov описали ископаемые остатки веретеницевых Ophisaurus fejfari и Ophisaurus spinari из нижнего плиоцена Молдовы. Это первый материал рода Ophisaurus[англ.] из плиоцена Восточной Европы, а также первый описанный материал O. fejfari из плиоценовых отложений вообще[106].
- Augé et al. переописали известный материал варана Saniwa orsmaelensis[англ.], а также описали новый материал этого вида из эоцена Бельгии и Франции[107].
- Villa & Delfino описали позвонок варана (Varanus), предположительно, обнаруженный в формации Чинджи (Chinji Formation). Это первые остатки ящерицы из неогеновых отложений Пакистана. Открытие согласуется с более ранними предположениями о тёплом климате на территории Сивалика в среднем миоцене — начале позднего миоцена[108].
- Cross et al. опубликовали исследование диверсификации стратегий питания и передвижения мозазавроидей[109].
- MacLaren et al. опубликовали исследование морфофункционального разнообразия мозазаврид перед мел-палеогеновым вымиранием. Палеонтологи пришли к выводу, что смена таксономического состава в сообществах мозазаврид при переходе от кампанских сообществ к маастрихтским сопровождалась глобальным увеличением морфофункционального разнообразия. При этом, согласно исследованию, морфофункциональное разнообразие мозазаврид снижалось во многих позднемаастрихтских провинциальных сообществах вплоть до мел-палеогенового вымирания[110].
- Bennion et al. опубликовали исследование эволюции черепа мозазаврид и ранних китообразных в течение первых 20 миллионов лет их эволюционной истории, в котором проверили возможные случаи экоморфологической[англ.] конвергенции черепа и зубов у этих групп[111].
- Rempert et al. опубликовали первое сообщение об остатках Mosasaurus hoffmannii, представленных коронками зубов, из верхнемеловых (маастрихтских) фосфатных отложений Ouled Abdoun Basin[англ.] в Марокко[112].
- Zaher et al. изучили череп меловой змеи Sanajeh indicus и рассмотрели его в контексте происхождения характерного для змей способа кормления с широко раскрываемыми челюстями[113].
- Chuliver, Scanferla & Smith описали окаменелость беременной самки земляного удава Messelophis variatus из эоцена карьера Мессель (Германия), в утробе которой были обнаружены остатки как минимум двух детёнышей. Это первый скелет беременной змеи, обнаруженный палеонтологами. Тот факт, что Messelophis жил в «парниковом» климате, поставил под вопрос общепризнанный сценарий возникновения живорождения у чешуйчатых, согласно которому возможность откладывать яйца ограничивал холодный климат. Исследователи выдвинули несколько гипотез о том, какие преимущества могло обеспечить живорождение тропической змее: так, живорождение могло уберегать яйца от затопления или обеспечивать появление на свет немногочисленного, но относительно крупного потомства, способного выдержать конкуренцию в условиях большого количества змей других видов[114][115].
- El-Hares et al. описали позвонки безногих чешуйчатых из верхнеэоценовых отложений Египта: первый материал двуходок, описанный из палеогена Египта, а также остатки змей Renenutet enmerwer, включая первые известные хвостовые позвонки вида, и cf. Procerophis. Присутствие cf. Procerophis и Renenutet в Египте дополняет свидетельства обмена наземной фауной между Азией и Северной Африкой в течение раннего/среднего эоцена вдоль южной окраины моря Тетис[116].

### Черепахи
Описание опубликовано в 2022 г.
 Описание  анонсировано в 2022 г. 
| Название                             | Новшество                | Авторы                         | Возраст                                     | Типовая местность                            | Страна                        | Примечания | Илл. | ZB |
| ------------------------------------ | ------------------------ | ------------------------------ | ------------------------------------------- | -------------------------------------------- | ----------------------------- | --- | ---- | -- |
| Annemys variabilis                   | Sp. nov                  | Obraztsova et al.              | Средняя юра (бат)                           | Итатская свита                               | Россия · ( Красноярский край) | Представитель семейства Xinjiangchelyidae. |      |    |
| Appalachemys                         | Gen. et sp. nov          | Gentry, Kiernan & Parham       | Верхний мел (сантон — кампан)               |                                              | США · ( Алабама)              | Представитель грады "Macrobaenidae". Включает единственный вид — A. ebersolei.                                                                          |      |    |
| Calissounemys                        | Gen. et sp. nov          | Tong et al.                    | Верхний мел (кампан)                        |                                              | Франция · ( Вар)              | Представитель семейства Compsemydidae. Включает единственный вид — C. matheroni.                                                                        |      |    |
| Chelonoidis gersoni                  | Sp. nov                  | Viñola-López & Almonte         | Четвертичный (верхний плейстоцен — голоцен) |                                              | Доминиканская Республика      | Американская сухопутная черепаха. |      |    |
| Chelonoidis meridiana                | Sp. nov                  | Vlachos, de la Fuente & Sterli | Миоцен                                      |                                              | Аргентина · ( Чубут)          | Американская сухопутная черепаха. |      |    |
| Chelydropsis aubasi                  | Sp. nov                  | Joyce, Landréat & Rollot       | Эоцен (бартон)                              |                                              | Франция · ( Эна)              | Представитель стволовой группы каймановых черепах (Pan-Chelydridae).                                                                                    |      |    |
| Dortoka vremiri                      | Sp. nov                  | Augustin et al.                | Верхний мел (маастрихт)                     | Формация Санпетру (Sânpetru Formation)       | Румыния · ( Хунедоара)        | Представитель стволовой группы бокошейных черепах из вымершего семейства Dortokidae.                                                                    |      |    |
| Edowa                                | Gen. et sp. nov          | Adrian et al.                  | Верхний мел (турон)                         | Формация Морено-Хилл (Moreno Hill Formation) | США · ( Нью-Мексико)          | Представитель семейства Baenidae клады Paracryptodira. Включает единственный вид — E. zuniensis.                                                        |      |    |
| Gestemys                             | Gen. et sp. nov          | De la Fuente et al.            | Эоцен                                       | Формация Геште (Geste Formation)             | Аргентина · ( Сальта)         | Бокошейная черепаха семейства Podocnemididae. Включает единственный вид — G. powelli.                                                                   |      |    |
| Hesperotestudo (Caudochelys) harrisi | Sp. nov                  | Lichtig & Lucas                | Миоцен (Late Barstovian)                    | Формация Тесук (Tesuque Formation)           | США · ( Нью-Мексико)          | Сухопутная черепаха. |      |    |
| Hutchemys walkerorum                 | Sp. nov                  | Jasinski et al.                | Верхний мел (маастрихт)                     | Формация Хелл-Крик (Hell Creek Formation)    | США · ( Северная Дакота)      | Трёхкоготная черепаха (под)семейства Plastomeninae/Plastomenidae.                                                                                       |      |    |
| Jimemys                              | Gen. et sp. nov          | Edgar et al.                   | Верхний мел (сантон — кампан)               | Формация Милк-Ривер (Milk River Formation)   | Канада · ( Альберта)          | Трёхкоготная черепаха (под)семейства Plastomeninae/Plastomenidae. Включает единственный вид — J. glaebosus.                                             |      |    |
| Leiochelys                           | Gen. et sp. nov          | Brinkman et al.                | Верхний мел (маастрихт)                     | Формация Френчмен (Frenchman Formation)      | Канада · ( Саскачеван)        | Представитель стволовой группы иловых черепах (Pan-Kinosternidae). Включает единственный вид — L. tokaryki.                                             |      |    |
| Leviathanochelys                     | Gen. et sp. nov          | Castillo-Visa et al.           | Верхний мел (кампан)                        | Формация Перлес (Perles Formation)           | Испания · ( Каталония)        | Крупная морская черепаха. Включает единственный вид — L. aenigmatica.                                                                                   |      |    |
| Mokelemys                            | Gen. et sp. nov          | Pérez-García                   | Плиоцен                                     |                                              | ДР Конго                      | Представитель трибы Erymnochelyini семейства Podocnemididae. Включает единственный вид — M. mbembe.                                                     |      |    |
| Prochelidella palomoi                | Sp. nov                  | Maniel, de la Fuente & Filippi | Верхний мел (кампан)                        | Формация Анаклето (Anacleto Formation)       | Аргентина · ( Неукен)         | Змеиношеяя черепаха. |      |    |
| Solitudo                             | Gen. et comb. et sp. nov | Valenti et al.                 | Плиоцен — плейстоцен                        |                                              | Италия · Мальта · Испания     | Сухопутная черепаха. Включает три вида: - "Testudo" robusta Leith-Adams, 1877typus; - "Testudo" gymnesica Bate, 1914; - S. sicula Valenti et al., 2022. |      |    |
| aff. "Stylemys" gisellae             | Sp. nov                  | Carbot-Chanona et al.          | Олигоцен (Arikareean)                       | Формация Чилапа (Chilapa Formation)          | Мексика                       | Представитель стволовой группы сухопутных черепах. |      |    |
| Testudo lohanica                     | Sp. nov                  | Pérez-García et al.            | Верхний миоцен                              | Crețești 1                                   | Румыния · ( Васлуй)           | Вид европейских сухопутных черепах. |      |    |
| Testudoolithus tuberi (оовид)        | Oosp. nov                | Ferguson & Tapanila            | Верхний миоцен                              | Формация Кайпаровиц (Kaiparowits Formation)  | США · ( Юта)                  | Кладка черепашьих яиц с уникальными признаками скорлупы.                                                                                                |      |    |
| Tongemys                             | Gen. et sp. nov          | Joyce et al.                   | Нижний мел (берриас)                        | Группа Пурбек (Purbeck Group)                | Великобритания · ( Англия)    | Представитель семейства Compsemydidae. Включает единственный вид — T. enigmatica.                                                                       |      |    |

- Ascarrunz & Sánchez-Villagra опубликовали обзор эволюционной истории и онтогенетического развития щитков карапакса современных и ископаемых черепах[139].
- Rollot et al. опубликовали исследование анатомии черепа Lakotemys australodakotensis из нижнего мела Южной Дакоты (США)[140].
- Xu et al. описали яйца черепах из верхнемеловой формации Гаогоу[англ.] (Хэнань, Китай). Путём кристаллографического сравнения обнаруженных яиц с яйцами черепах из провинции Чжэцзян и Монтаны были выявлены детали превращения арагонита в кальцит в яичной скорлупе черепах[141].
- Danilov et al. описали новый материал стволовых Chelonioidea из верхнемеловых (кампанских) отложений местонахождения Белое озеро (рыбушкинская свита; Саратовская область, Россия). Среди прочих остатков были описаны образцы Protostega gigas, предполагаемый размер которых соответствует крупнейшим экземплярам из Северной Америки; это первые фоссилии данного вида, обнаруженные за пределами Северной Америки[142].

### Архозавроморфы
| Название     | Новшество       | Авторы                   | Возраст                                       | Типовая местность                            | Страна                          | Примечания                                                                                                   | Илл. | ZB |
| ------------ | --------------- | ------------------------ | --------------------------------------------- | -------------------------------------------- | ------------------------------- | --- | ---- | -- |
| Puercosuchus | Gen. et sp. nov | Marsh et al.             | Верхний триас (норий)                         | Формация Чинле (Chinle Formation)            | США · ( Аризона)                | Представитель семейства Azendohsauridae клады Allokotosauria. Включает единственный вид — P. traverorum.     |      |    |
| Stenoscelida | Gen. et sp. nov | Müller, Garcia & Fonseca | Верхний триас (верхний карний / нижний норий) | Формация Санта-Мария (Santa Maria Formation) | Бразилия · ( Риу-Гранди-ду-Сул) | Представитель семейства Proterochampsidae клады Proterochampsia. Включает единственный вид — S. aurantiacus. |      |    |
| Vigilosaurus | Gen. et sp. nov | Chen & Liu               | Верхняя пермь (чансин)                        | Формация Годикенг (Guodikeng Formation)      | Китай · (Синьцзян)              | Архозавриформ, предположительно, из клады Proterochampsia. Включает единственный вид — V. gaochangensis.     |      |    |

- Pradelli, Leardi & Ezcurra опубликовали исследование размеров тела архозавроморф в течение первых 90 млн лет их эволюции[146].
- Bestwick et al. опубликовали исследование эволюции относительных размеров черепа у палеозойских и мезозойских архозавроморф. Исследователи заключили, что относительные размеры черепов эритрозухид и тероподовых динозавров отличаются друг от друга и что непропорционально большие черепа эритрозухид уникальны среди всех наземных архозавроморф[147].
- Scartezini & Soares описали новые экземпляры гиперодапедонов (Hyperodapedon) из Бразилии с верхушечно зубчатыми коронками зубов, представляющими новый морфотип зубов верхней челюсти и первый случай обнаружения зубчатых зубов у ринхозавров. Было проведено исследование, направленное на то, чтобы определить, является ли морфология верхнечелюстных коронок зубов ринхозавров таксономически информативной или она отражает онтогенез[148].
- Chambi-Trowell et al. опубликовали исследование анатомии и филогенетического положения архозавроморф Tricuspisaurus thomasi и Variodens inopinatus[149].
- Sengupta & Bandyopadhyay опубликовали исследование анатомии и филогенетического положения архозавроморфа Shringasaurus indicus[150].
- Wilson et al. изучили черепную коробку (нейрокраниум) Trilophosaurus buettneri, после чего рассмотрели полученные данные в контексте эволюции нейрокраниума ранних архозавроморф[151].
- Fabbri & Bhullar описали эндокран эупаркерии (Euparkeria capensis) и интерпретировали морфологию её мозга как в целом сходную с таковой у фитозавров, крокодилов и ранних динозавров[152].
- Ezcurra & Sues опубликовали исследование остеологии и филогенетического положения Sphodrosaurus pennsylvanicus[англ.], в котором обосновали принадлежность этого таксона к архозавриформам семейства Doswelliidae[153].

### Прочие
Описание  анонсировано в 2022 г. 
| Название              | Новшество                | Авторы                 | Возраст                        | Типовая местность                              | Страна                              | Примечания | Илл. | ZB |
| --------------------- | ------------------------ | ---------------------- | ------------------------------ | ---------------------------------------------- | ----------------------------------- | --- | ---- | -- |
| Belebey shumovi       | Sp. nov                  | Bulanov et al.         | Средняя пермь (казанский ярус) |                                                | Россия · ( Удмуртия)                | Парарептилия семейства болозаврид. |      |    |
| Champsosaurus norelli | Sp. nov                  | Brownstein             | Верхний палеоцен (тиффаний)    | Формация Полкэт-Бенч (Polecat Bench Formation) | США · ( Вайоминг)                   | Вид хампсозавров. |      |    |
| Kosmodraco            | Gen. et comb. et sp. nov | Brownstein             | Палеоцен                       |                                                | США · ( Северная Дакота · Вайоминг) | Представитель хористодер из семейства Simoedosauridae. Включает типовой вид "Simoedosaurus" dakotensis Erickson, 1987 и новый вид K. magnicornis.         |      |    |
| Maiothisavros         | Gen. et sp. nov          | Mooney et al.          | Нижняя пермь (артин)           | Ричард-Спёр (Richards Spur)                    | США · ( Оклахома)                   | Ранний представитель клады Neodiapsida. Включает единственный вид — M. dianeae.                                                                           |      |    |
| Nagini                | Gen. et sp. nov          | Mann, Pardo & Maddin   | Верхний карбон                 | Мазон-Крик (Mazon Creek)                       | США · ( Иллинойс)                   | Представитель семейства Molgophidae клады Recumbirostra, рассматриваемой авторами описания в составе завропсид. Включает единственный вид — N. mazonense. |      |    |
| Pomolispondylus       | Gen. et sp. nov          | Cheng et al.           | Нижний триас (оленёк)          | Формация Цзялинцзян (Jialingjiang Formation)   | Китай · (Хубэй)                     | Представитель новой группы Saurosphargiformes, близкий к семейству Saurosphargidae. Включает единственный вид — P. biani.                                 |      |    |
| Quasicolognathus      | Gen. et sp. nov          | Sues, Kligman & Schoch | Средний триас (ладин)          | Формация Эрфурт (Erfurt Formation)             | Германия                            | Представитель нового семейства Colognathidae. Включает единственный вид — Q. eothen.                                                                      |      |    |

- Callender-Crowe & Sansom сравнили признаки скелета и мягких тканей у современных завропсид и пришли к выводу, что остеология в большей степени, чем мягкие ткани, соответствует данным молекулярной генетики. Таким образом, работа косвенно поддерживает теоретическую возможность воссоздания сравнительно точной филогении вымерших завропсид, основанной на остеологических данных[160].
- Núñez Demarco, Ferigolo & Piñeiro провели исследование пропорций черепа и костей конечностей более чем сотни образцов мезозавров из Африки, Бразилии и Уругвая с целью определить, существовали ли в их онтогенезе статистически значимые морфологические различия. Исследователи рассмотрели выявленный изометрический рост с точки зрения филогении и паттернов роста ранних амниот[161].
- Verrière & Fröbisch обнаружили свидетельства отногенетического сдвига ниши[англ.] у мезозавров. Исследователи поддержали интерпретацию Mesosaurus tenuidens как единственного валидного вида в семействе Mesosauridae; по их мнению, экземпляры, отнесённые к Stereosternum tumidum и Brazilosaurus sanpauloensis, представляют собой остатки неполовозрелых M. tenuidens или неполные образцы этого вида[162].
- Jenkins & Bhullar опубликовали исследование по имплантации, замене и прикреплению зубов у проколофономорфа Scoloparia glyphanodon[англ.][163].
- Van den Brandt et al. опубликовали исследование таксономии, филогении и стратиграфического распространения парейазавров из пермских (гваделупских[англ.]) отложений бассейна Кару в ЮАР[164].
- Sidor et al. описали новый материал капторинида Moradisaurus grandis (два неполных черепа молодых особей) из пермской формации Моради[англ.] в Нигере[165].
- Scheyer et al. описали крупное ребро, несущее остеодерму, которое было обнаружено в верхнетриасовой формации Кессен[англ.] (Швейцария). Исследователи предварительно определили экземпляр как принадлежащий представителю cf. Saurosphargidae[англ.], отметив сходство с родом Largocephalosaurus[англ.]; такая атрибуция продлевает время существования Saurosphargidae примерно на 35 миллионов лет в поздний триас[166].
- Qin, Yi & Gao описали неоморфное окостенение между теменной, квадратной и чешуйчатой костями хористодер[англ.] Coeruleodraco jurassicus и Philydrosaurus proseilus[167].
- Wang et al. описали новый экземпляр хористодеры Hyphalosaurus lingyuanensis[англ.] с хорошо сохранившимися покровными остатками, который был обнаружен в нижнемеловых отложениях формации Исянь[англ.] (Ляонин, Китай)[168].

## Синапсиды

### Исследования общей направленности
- Marugán-Lobón, Gómez-Recio & Nebreda опубликовали исследование морфологического разнообразия черепов синапсид[169].
- Brent, Buchholtz & Mansfield опубликовали исследование происхождения и эволюционной истории грудины млекопитающих[170].

### Немаммальные синапсиды
Описание  анонсировано в 2022 г. 
 Выпуск отнесён к 2022 г., но электронная версия опубликована в 2023 г.
| Название                     | Новшество       | Авторы                      | Возраст                                 | Типовая местность                                     | Страна                             | Примечания                                                                       | Илл. | ZB |
| ---------------------------- | --------------- | --------------------------- | --------------------------------------- | ----------------------------------------------------- | ---------------------------------- | -------------------------------------------------------------------------------- | ---- | -- |
| Bienotheroides xingshanensis | Sp. nov         | Liu et al.                  | Средняя юра                             | Формация Шаксимяо (Shaximiao Formation)               | Китай · (Сычуань)                  | Цинодонт из семейства тритилодонтид.                                             |      |    |
| Cifellilestes                | Gen. et sp. nov | Davis et al.                | Верхняя юра (титон)                     | Формация Моррисон (Morrison Formation)                | США · ( Юта)                       | Морганукодон. Включает единственный вид — C. ciscoensis.                         |      |    |
| Eoscansor                    | Gen. et sp. nov | Lucas et al.                | Карбон (миссисипий)                     | Формация Эль-Кобре-Каньон (El Cobre Canyon Formation) | США · ( Нью-Мексико)               | Представитель семейства Varanopidae. Включает единственный вид — E. cobrensis.   |      |    |
| Euchambersia liuyudongi      | Sp. nov         | Liu & Abdala                | Верхняя пермь (вучапин)                 | Формация Наобаогоу (Naobaogou Formation)              | Китай · (Внутренняя Монголия)      | Тероцефал.                                                                       |      |    |
| Guttigomphus                 | Gen. et sp. nov | Rayner et al.               | Скорее всего, средний триас (анизий)    | Формация Бюргерсдорп (Burgersdorp Formation)          | ЮАР · (Восточно-Капская провинция) | Трираходонтид. Включает единственный вид — G. avilionis.                         |      |    |
| Kembawacela yajuwayeyi       | Sp. nov         | Araújo et al.               | Верхняя пермь (вучапин)                 | Чивета-Бедс (Chiweta Beds)                            | Малави · (Северная провинция)      | Дицинодонт из семейства Cistecephalidae.                                         |      |    |
| Koksharovia                  | Gen. et sp. nov | Suchkova, Golubev & Shumov  | Средняя пермь                           | Котельнич                                             | Россия · ( Кировская область)      | Тероцефал из семейства Scylacosauridae. Включает единственный вид — K. grechovi. |      |    |
| Lalieudorhynchus             | Gen. et sp. nov | Werneburg et al.            | Средняя пермь (роуд/ворд — нижний кепт) | Формация Ла-Льед (La Lieude Formation)                | Франция ( Окситания)               | Казеид. Включает единственный вид — L. gandi.                                    |      |    |
| Notictoides                  | Gen. et sp. nov | Sidor, Kulik & Huttenlocker | Нижний триас                            | Формация Фремоу (Fremouw Formation)                   | Антарктика                         | Тероцефал. Включает единственный вид — N. absens.                                |      |    |
| Phorcys                      | Gen. et sp. nov | Kammerer & Rubidge          | Средняя пермь (ворд — кепт)             | Формация Абрахамскраль (Abrahamskraal Formation)      | ЮАР                                | Ранний горгонопс. Включает единственный вид — P. dubei.                          |      |    |
| Tessellatia                  | Gen. et sp. nov | Gaetano et al.              | Верхний триас (норий)                   | Формация Лос-Колорадос (Los Colorados Formation)      | Аргентина · ( Ла-Риоха)            | Цинодонт клады Probainognathia. Включает единственный вид — T. bonapartei.       |      |    |

- Benoit et al. опубликовали исследование эволюции мозга, органов чувств и поведения немаммальных синапсид[182].
- Reisz, Scott & Modesto опубликовали исследование анатомии черепа Cotylorhynchus romeri[183].
- Bhat, Shelton & Chinsamy изучили костную гистологию различных таксонов дейноцефалов из средней перми ЮАР (Tapinocephalus Assemblage Zone, бассейн Кару[англ.]), сделав выводы об их палеобиологии и палеоэкологии[184].
- Macungo et al. опубликовали исследование анатомии базикраниальной оси дицинодонтов надсемейства Emydopoidea[англ.]. Исследователи обнаружили доказательства роющих адаптаций основания черепа[англ.] (базикрания) у изученных таксонов, которые были интерпретированы как поддерживающие поведение рытья с поднятой головой, по крайней мере, для некоторых Cistecephalidae[англ.][185].
- Kammerer et al. описали новый материал Dicynodon angielczyki из Мозамбика (Metangula Graben) и Замбии (Luangwa Basin). Это первые экземпляры данного вида, обнаруженные за пределами Танзании (Ruhuhu Basin)[186].
- Liu сообщил о новом материале дицинодонтов Shaanbeikanemeyeria[англ.] и Parakannemeyeria[англ.] из среднетриасовой формации Эрмайинг[англ.] (Ermaying Formation; Ordos Basin, Шэньси, Китай), который позволил переописать морфологию и таксономию этих таксонов[187].
- Sidor описал элементы частично сочленённого скелета небольшого горгонопса: правую подвздошную кость и кости задних конечностей, обнаруженные в отложениях верхнепермской формации Мадумабиса-Мадстоун (Madumabisa Mudstone Formation) в Замбии[188].
- Liu & Yang описали образец горгонопса из формации Утунгоу (Wutonggou Formation; Turpan Basin, Синьцзян, Китай). Открытие свидетельствует о том, что горгонопсы существовали в северной тёплой умеренной зоне около 253,3 миллионов лет назад, то есть примерно в то же время, что и другие последние известные представители этой группы, жившие на территориях нынешних России и ЮАР[189].
- Norton et al. провели исследование закономерностей смены зубов у позднепермского цинодонта Cynosaurus suppostus[англ.], изучив морфологию пяти образцов, которые, как предполагается, соответствуют разным онтогенетическим стадиям[190].
- Filippini, Abdala & Cassini оценили массы пяти видов циногнатий[англ.] из триаса Аргентины (Andescynodon mendozensis[англ.], Pascualgnathus polanskii[англ.], Massetognathus pascuali, Cynognathus crateronotus и Exaeretodon argentinus), используя линейные измерения и длины окружностей их плечевых и бедренных костей[191].
- Melo, Martinelli & Soares описали новый материал цинодонтов из верхнего триаса Бразилии (Santacruzodon Assemblage Zone, Santa Cruz Sequence, Santa Maria Supersequence): многочисленные остатки Santacruzodon hopsoni[англ.], позволившие уточнить анатомию этого вида, а также кости Chiniquodon[англ.] sp.[192]
- Liu et al. описали новый материал тритилодонтида Lufengia[англ.] из нижнеюрской формации Луфэн[англ.] (Lufeng Formation; Юньнань, Китай), в котором интерпретировали остатки, ранее отнесённые к Dianzhongia, как принадлежащие более старой особи Lufengia[193].
- Luo et al. пересмотрели морфологию нижней челюсти и зубов маммалиаформа Hadrocodium wui[англ.][194].
- Исходя из того, что переход к эндотермии приводит к повышению температуры тела и росту подвижности, Araújo et al. разработали «индекс температуры и подвижности» (thermo-motility index, TMI), который вычисляется на основе морфометрических признаков костного лабиринта[англ.] внутреннего уха. Используя расчёты TMI, исследователи пришли к выводу, что эндотермия резко развилась в течение позднего триаса у первых представителей клады Mammaliamorpha, тогда как все более базальные синапсиды были эктотермами[195][196].